# في جي ليستا
في جي ليستا (بالنرويجية: VG-lista) هي منظمة تشرف على ترتيب التسجيلات من الألبومات والأغاني في النرويج كل أسبوع ويتم نشر الترتيب في صحيفة فيردنس غانغ (VG) النرويجية. تأسست المنظمة في سنة 1967.